# Гур'янов Леонід Миколайович
Леоні́д Микола́йович Гур'я́нов (20 травня 1945, Дернівка, Київська область) — український дипломат. Надзвичайний і Повноважний Посол України.

## Біографія
Народився 20 травня 1945 року. У 1969 закінчив Київський державний унверситет ім. Т. Г. Шевченка, факультет іноземних мов. Курси удосконалення керівних дипломатичних кадрів при Дипломатичній академії МЗС СРСР. Володіє іноземними мовами: англійською, російською, французькою, польською.
З 1963—1967 — студент Київського державного університету ім. Т.Шевченка.
З 1967—1968 — перекладач англійської мови групи радянських спеціалістів, м. Дургапур, Індія.
З 1968—1969 — студент Київського державного університету ім. Т.Шевченка.
З 1969—1971 — перекладач англійської мови групи радянських військових спеціалістів, м. Лагос, Нігерія.
З 1972—1973 — аташе.
З 1973—1975 — 3-й секретар, 2-й секретар консульського відділу.
З 1975—1977 — 2-й секретар протокольного відділу.
З 1977—1978 — 2-й секретар відділу кадрів МЗС УРСР.
З 1978—1982 — працівник Секретаріату ООН, м. Нью-Йорк.
З 1982 — 2-й секретар за резервом МЗС УРСР.
З 1982—1991 — 1-й секретар, радник, МЗС УРСР.
З 1991—1993 — виконувач обов'язків начальника відділу кадрів МЗС України.
З 1993—1995 — начальник Управління кадрів, член колегії МЗС України.
З 11.1995 — 1999 — Надзвичайний і Повноважний Посол України в Південно-Африканській Республіці. З 10.1998 — 1999 — Надзвичайний і Повноважний Посол України в Республіці Мозамбік за сумісництвом.
З 2000 — начальник Управління резервом.
З 01.2001 — начальник 6-го територіального управління (Близький Схід, Середній Схід та Африка) Департаменту двостороннього співробітництва, Посол з особливих доручень МЗС України.
З 25.04.2002 — 28.01.2009 — Надзвичайний і Повноважний Посол України в Королівстві Саудівська Аравія.
З 10.2002 — 28.01.2009 — Надзвичайний і Повноважний Посол України в Султанаті Оман за сумісництвом.
З 10.2002 — 28.01.2009 — Надзвичайний і Повноважний Посол України в Єменській Республіці за сумісництвом.
Дипломатичний ранг: Надзвичайний і Повноважний Посол України 1-го класу.